# Forêt nationale de Boise
Pour les articles homonymes, voir Boise (homonymie).
La forêt nationale de Boise (en anglais : Boise National Forest) est une forêt fédérale protégée aux États-Unis.
Elle est située en Idaho sur une surface de 8 918,07 km2.
Elle est créée en 1908 à partir d'une scission de la forêt nationale de Sawtooth.